# Jesus, du mitt liv, min hälsa
Jesus, du mitt liv, min hälsa är en tysk passionspsalm, Jesu, meines Lebens Leben, diktad 1659 av Ernst Christoph Homburg. Den översattes till svenska 1675 av Ericus Laurentii Norenius. 
Melodin (4/4, b/h-moll (ny resp. traditionellt tonnamn)) är av tyskt ursprung, komponerad av Heinrich Albert 1641, nedtecknad i Arien oder Melodeyen, enligt 1939 års koralbok och samma som till 1695 års psalm nr 244: Ach! hwad skal jagh doch begynna. I Sverige känd från 1697 års koralbok men upptäcktes första gången i en handskrift från 1676 (enligt 1964 års koralbokstillägg där det också framgår att melodin används till psalmerna nr 85 och nr 258 varmed avses sannolikt nummer i 1695 års psalmbok). Enligt 1697 års koralbok användes melodin bara till denna psalm, men i 1921 års koralbok med 1819 års psalmer framgår att melodin då användes till Jesu, dig i djupa nöden (nr 85), Gud, min Gud, som dig förbarmar (nr 166), Herre, du min tröst och fromma (1819&1921 nr 246, 1921 nr 600) och Allt vad vi på jorden äga (nr 455).  
Fram till Den svenska psalmboken 1986 hade psalmen åtta verser med omkväde, varav den sista versen var (och är) en "ståvers". Efter bearbetning av Jan Arvid Hellström 1979 återstår fyra verser. Och omkvädet "Pris och ära vare dig, Herre Jesu, innerlig" lyder nu "Pris och ära tillhör dig, Jesus, du som dog för mig". I missionsförbundets sångbok 1951 har psalmen bara tre verser och verserna avslutas med Pris och ära vare dig, Herre Jesus innerlig!.

## Publicerad som
- Nr 152 i 1695 års psalmbok under rubriken "Om Christi pina och död".
- Nr 76 i 1819 års psalmbok under rubriken "Jesu lidande, död och begravning: Allmänna betraktelser över Jesu lidande".
- Nr 42 i Svensk söndagsskolsångbok 1908  under rubriken "Jesu lidande".
- Nr 131 i Svenska Missionsförbundets sångbok 1920 under rubriken "Jesu lidande".
- Nr 67 i Svensk söndagsskolsångbok 1929 under rubriken "Jesu lidande".
- Nr 185 i Sionstoner 1935 under rubriken "Passionstiden".
- Nr 76 i 1937 års psalmbok under rubriken "Passionstiden".
- Nr 76 i Psalmer för bruk vid krigsmakten 1961 vers 8.
- Nr 23 i Kristus vandrar bland oss än 1965.
- Nr 138 i Den svenska psalmboken 1986, 1986 års Cecilia-psalmbok, Psalmer och Sånger 1987, Segertoner 1988 och Frälsningsarméns sångbok 1990) under rubriken "Fastan".
- Nr 66 i Finlandssvenska psalmboken 1986 under rubriken "Fastetiden".
- Nr 148 i Lova Herren 1987 under rubriken "Passionstiden".
- Nr 31 i Luthersk psalmbok 1996